# 大函電鉄
大函電鉄（だいかんでんてつ）とは、北海道函館市と旧大野町を結ぶ予定であった鉄道路線（未成線）である。

## 概要
大函電鉄は、函館市と旧大野町（現在の北斗市）とを結ぶ鉄道を建設し乗客と荷物を輸送する計画であり、一部では着工していた。また、沿線での大規模な住宅団地の建設も計画していた。
1925年、大野町や函館市の有志らが大野電軌株式会社を設立、1928年には鉄道省から軌道敷設の許可がおりた。1929年には、社名を大函急行電鉄株式会社に変更した。路線は一部で着工し、枕木の敷設や電柱の建設など相当のところまで進んだが、資金・資材不足や一部地主からの反対などにより完成には至らず、1937年、鉄道省から敷設免許を取り消された。
大野本町には朝鮮から強制連行された鉄道労働者らの宿舎があった。

## 沿革
大函電鉄は、1925年に大野電軌株式会社が設立されたことに始まる。このときの特許申請書類によると、起点は函館市海岸町、終点は旧大野町字市渡の中心街である、国道227号線江差山道入口であった。路線の総延長は16.3kmでその大部分が併用軌道、つまり路面電車であった。大野電軌が申請した軌間は1,372mmで、これは函館市電と同じであり、市電との接続を念頭においていたことがわかる。
1929年、大野電軌の発起人代表である中村長八郎が、札幌在住の丸山誠吾に軌道事業の権利を譲渡すると同時に、丸山は社名を「大函急行電鉄株式会社」と改めた。大野電軌は路面電車であったが、大函急行電鉄は「急行」であり、運行時間の短縮と利用者の増加をねらうものだった。事業目的は輸送事業のみならず、住宅地分譲、倉庫、自動車輸送、電気販売など多岐に渡るものとなり、大野電軌とは大きく変化している。軌間も1,372mmから国鉄と同規格の1,067mmへと変更した。起点は、函館市電が延長されたことから万代町に移動、終点は本郷となり、大野電軌より距離が短くなる。
1930年6月13日の函館毎日新聞に、「大函電鐵に紛擾起る」という見出しが登場した。その内容は、鉄道の開通のため用地を寄付していた各地の地主が、もとの契約と違うことから土地を返還するよう要求したので、工事開始が不可能になったというものであった。
同年7月、上磯町会議員嵐金三郎、函館市海岸町佐々木市松の両氏は、地主や小作人ら30数人を代表して大函急行電鉄に決議文を出した。決議文の要旨は、
「会社は認可当時の計画による軌道を大野新道中央に敷設すること」
「急行専用地の寄附および買収に応じない」
というものであった。つまり、路線の急行化に反対したということである。嵐は「会社の利益確保の上から急行電鉄は株主としては賛成だが、本来は地方開発と産業発達が眼目であったために、株主となり土地の無償提供を申し出たのであり、会社が自己の利潤のみ追求し、農村やそこに住む人々を顧みない行為には断じて反対せざるを得ない」と述べている。
その後も大函急行電鉄は建設に向けて準備を進め、国道の占用許可願いを提出したり、停留所の位置を定めたりした。さらに、1936年9月には社名を「函館急行鉄道株式会社」と改めたほか、第一期工事が年内完了の見込みとなった。しかし1937年、指定期間内に敷設工事が着工しないという理由で鉄道省から免許を取り消された。

### 略歴
- 1925年（大正14年） - 大野電軌株式会社が設立[2]。
- 1928年（昭和3年） - 鉄道省より敷設特許の指令が下りる[2]。
- 1929年（昭和4年）6月 - 大野電軌の発起人代表である中村長八郎が、札幌在住の丸山誠吾に軌道事業の権利を譲渡。丸山は社名を「大函急行電鉄株式会社」と改める[2]。
- 1930年（昭和5年）5月30日 - 函館毎日新聞に大函急行電鉄が客車5両と貨物車7両を購入することが掲載される[2]。
- 1930年（昭和5年）6月13日 - 函館毎日新聞に「大函電鐵に紛擾起る」という見出しが登場[2]。
- 1930年（昭和5年）7月 - 上磯町会議員嵐金三郎、函館市海岸町佐々木市松の両氏が、地主や小作人ら30数人を代表して大函急行電鉄に決議文を出す[2]。
- 1931年（昭和6年）2月 - 大函急行電鉄が急行化の認可を受ける[2]。
- 1932年（昭和7年） - 経路を変更し、五稜郭駅での鉄道接続を諦め、国道を北上する当初の計画に戻す[2]。
- 1936年（昭和11年）9月 - 平塚常次郎など地元有力者が経営に参加。社名を函館急行鉄道株式会社と改める。また、第一期工事が年内完了の見込みとなる[2]。
- 1937年（昭和12年）2月 - 指定期間内に敷設工事が着工しないという理由で、鉄道省が路線の免許を取り消す[2]。

## 路線

### 大野電軌
- 予定総延長 : 16.3km
- 軌間 : 1,372mm
- 設置予定駅数 : 16か所（設置場所は不明）

### 大函急行電鉄
- 予定総延長 : 詳細不明（大野電軌より短縮される）
- 軌間 : 1,067mm
- 設置予定駅数 : 12か所（その後、19か所へと変更される）

#### 設置予定駅
函館（万年橋）－ 北五稜郭 － 石川 － 山崎 － 新七重浜 － 浜分 － 渡島追分 － 萩野 － 千代田 － 大野口 － 大野 － 南本郷

## 遺構
昭和20年以降も電柱が撤去されず建っていた。国道227号線沿いにはコンクリートの水田用水橋台が数か所残っていたが、工業団地造成によりほとんどが埋められた。また、大野橋から大野川沿いに線路の敷設を予定していたため、当時は電車道ともいわれていたが、現在は桜並木の道路となっている。